# Xu Lai
Xu Lai (Xangai, 1909 — Pequim, 4 de abril de 1973) foi uma atriz de cinema chinesa, socialite e espiã da Segunda Guerra Mundial. Conhecida como a "Beleza Padrão", ela atuou na indústria cinematográfica por apenas três anos, e parou de atuar após o suicídio da grande estrela Ruan Lingyu em 1935. Seu primeiro marido foi Li Jinhui, o "Pai da música pop chinesa".
Durante a Segunda Guerra Sino-Japonesa, Xu e seu segundo marido, o tenente-general Tang Shengming, serviram ostensivamente sob o regime fantoche de Nanquim, controlado pelos japoneses, mas secretamente trabalharam como agentes da resistência da República da China com sede em Xunquim.
Com a vitória comunista na Guerra Civil Chinesa, Xu e Tang desertaram para a República Popular da China, mas foram severamente perseguidos durante a Revolução Cultural (1966—1976). Xu Lai morreu na prisão em 1973; seu marido sobreviveu e viveu até 1987.

## Vida pregressa
Xu Lai nasceu em 1909 em uma família pobre em Xangai. Seu nome original era Xu Xiaomei (徐小妹) e também se chamava Xu Jiefeng (徐洁凤). Devido à pobreza, ela começou a trabalhar em uma fábrica de ovos de propriedade britânica em Zhabei aos 13 anos, mas mais tarde pôde ir à escola depois de a sua fortuna familiar ter melhorado.
Em 1927, Xu frequentou a Escola de Música e Dança da China dirigida por Li Jinhui, que agora é considerado o "Pai da música pop chinesa". Ela também se juntou à Bright Moon Song and Dance Troupe de Li e viajou por muitas cidades na China e no Sudeste Asiático. Ela se casou com Li, que era 18 anos mais velho que ela, em 1930, e deu à luz uma filha chamada Xiaofeng.:73

## Carreira cinematográfica e outras atividades

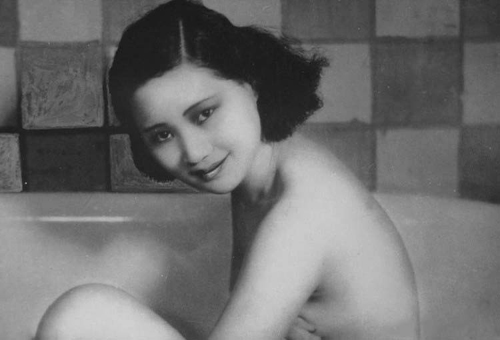
Xu Lai em Restos da Primavera (1933), provavelmente a cena de banho feminina mais antiga da história do cinema chinês

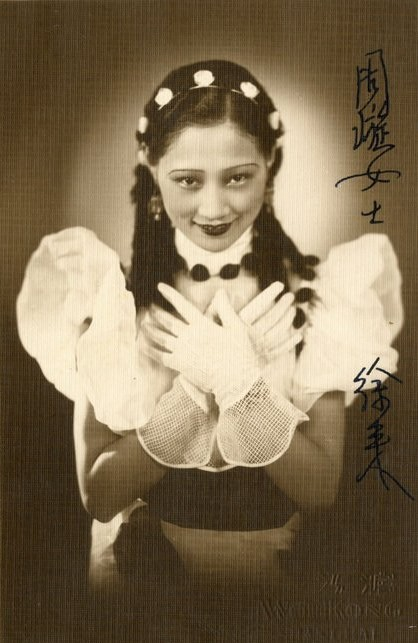
Foto autografada de Xu Lai para Zhou Xuan, uma estrela mais jovem da Bright Moon Troupe

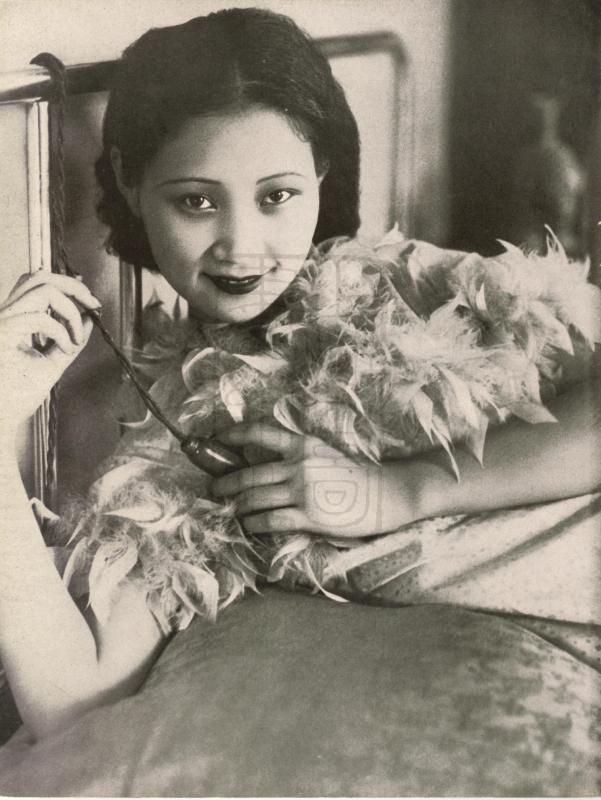
Xu Lai na década de 1930

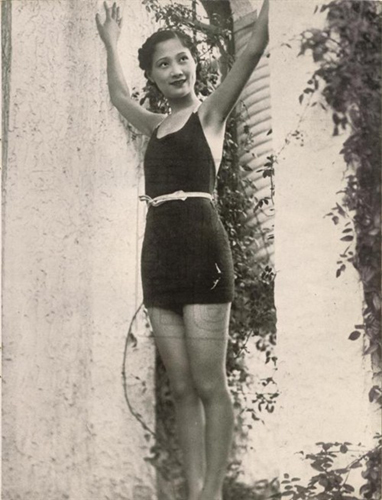
Xu Lai na década de 1930

Em 1932, Xu Lai foi recrutada por Zhou Jianyun, um cofundador da Mingxing Film Company, para ingressar no estúdio. Ela ficou famosa depois de estrelar o filme mudo de 1933 Restos da Primavera (残春), em que ela apareceu provavelmente na cena de banho feminina mais antiga da história do cinema chinês. Mais tarde naquele ano, ela estrelou em Uma Pena no Monte Tai (泰山鸿毛). Em 1934, ela estrelou os populares filmes patrióticos de Cheng Bugao, Romance do Monte Hua (华山艳史) e Vá para Noroeste (到西北去).
Xu Lai, junto com Wang Renmei e Li Lili, seus ex-colegas da Bright Moon Troupe, foram as primeiras estrelas a retratar o protótipo vibrante, saudável e sexy de "country girl", que se tornou uma das figuras mais populares do cinema chinês, e mais tarde herdado pelo cinema de Hong Kong.
Xu se tornou amplamente conhecida como a "Beleza Padrão", e uma cerimônia foi realizada para coroá-la a "Rainha da Beleza do Extremo Oriente". A Associação de Mulheres Chinesas de Xangai desaprovou veementemente sua "coroação". Entre as objeções levantadas está a de que ela "chocou o público ao se exibir nua", referindo-se à cena do banho.
O suicídio da atriz Ruan Lingyu em 1935, que fez com que três outras mulheres cometessem suicídio durante durante o seu cortejo fúnebre de 4,8 km, teve um grande impacto em Xu Lai. Ela parou de atuar depois de terminar seu último filme, A Filha do Barqueiro (船家女), dirigido por Shen Xiling. Foi aclamado pela crítica e considerado seu melhor filme.
A morte repentina de sua filha Xiaofeng, também em 1935, causou o rompimento de seu casamento com Li Jinhui e o casal se divorciou em novembro daquele ano. Foi um divórcio acrimonioso e Li pediu uma indemnização pelo investimento que tinha feito na sua formação.

## Agente secreta
Em 1936, Xu Lai casou-se com Tang Shengming (唐生明), um tenente-general do Kuomintang de uma família proeminente de Hunão. Tang era um notório playboy e amigo íntimo de Dai Li, chefe do Bureau de Investigação e Estatística (Juntong), o serviço secreto da República da China. A assistente de Xu Zhang Suzhen (张素贞), uma agente secreta de Juntong, tornou-se concubina de Tang, e os tabloides de Xangang relataram frequentemente histórias obscuras dos três partilhando a mesma cama. Tang certificou-se de que Xu Lai apresentasse Dai Li à "rainha do cinema" Hu Die, que mais tarde se tornou amante do chefe da espionagem.
Um ano após seu casamento, a Segunda Guerra Sino-Japonesa estourou. O Exército Imperial Japonês atacou Xangai em agosto de 1937 e a capital nacional, Nanquim, em dezembro. O irmão mais velho de Tang, General Tang Shengzhi, era o comandante-chefe da defesa condenada de Nanquim, que resultou no Massacre de Nanquim. Tang Shengming, por sua vez, era vice-comandante de Changsha e comandante-chefe de Changde, ambos na província de Hunan.
Em 1940, Tang Shengming rendeu-se aos japoneses e foi recrutado para servir no Governo Nacional Reorganizado da China (o regime de Wang Jingwei), um governo fantoche estabelecido pelo Japão na ocupação de Nanquim. Tang foi nomeado comandante da segurança pública da província de Jiangsu,:390 enquanto Xu era sua esposa socialite que se tornou amiga íntima das esposas de Wang Jingwei, Chen Gongbo e Zhou Fohai, os principais líderes do regime fantoche. Eles foram amplamente condenados pelo público chinês como traidores, e Tang Shengzhi renunciou publicamente a toda a relação com o seu cunhado e cunhada.
Após a rendição do Japão no final da Segunda Guerra Mundial, o governo Kuomintang revelou que Tang Shengming e Xu Lai foram enviados por Dai Li para servir como agentes secretos no regime de Wang Jingwei. O casal correu grandes riscos pessoais para obter informações sobre os espiões e movimentos de tropas japonesas e transmiti-las à resistência. Xu Lai supostamente descobriu a identidade de um espião japonês enquanto jogava mahjong com a esposa de Zhou Fohai, e entregou pessoalmente mensagens a agentes chineses em Xangai, em situações urgentes.

## Depois de 1949 e morte
Em 1949, ao tornar-se claro que os comunistas de Mao Tsé-Tung estavam ganhando a Guerra Civil Chinesa, Xu Lai mudou a sua família de Xangai para Hong Kong britânico, enquanto Tang Shengming foi para Changsha para se juntar à rendição do governador de Hunan Cheng Qian aos comunistas. Seu irmão Tang Shengzhi também se rendeu. O seu irmão Tang Shengzhi também se rendeu. Em 1950, Tang Shengming foi nomeado comandante adjunto do 21.º Grupo do Exército de Libertação Popular e travou batalhas contra as tropas do Kuomintang nas províncias de Cantão e Quancim.
Em 1956, Tang foi nomeado conselheiro do Conselho de Estado da República Popular da China e Xu Lai mudou-se com o marido para Pequim.
Quando a Revolução Cultural começou em 1966, a esposa de Mao, Jiang Qing, que havia sido uma pequena atriz em Xangai durante os anos 1930, começou a perseguir muitos de suass ex-colegas que estavam familiarizados com seu passado "burguês".:81 Xu Lai e seu marido foram presos por acusações criminais infundadas. Em 4 de abril de 1973,:374 Xu morreu na prisão após anos de tortura e maus-tratos, aos 64 anos.:81 Tang sobreviveu ao período tumultuado e viveu até 1987.